# Angus MacDonald
Pour les articles homonymes, voir MacDonald.
Pas d'image ? Cliquez ici

a Compétitions nationales et continentales officielles uniquement.

b Matchs officiels uniquement.
Dernière mise à jour le 26 avril 2024.
Angus MacDonald, né le 12 janvier 1981 à Whangarei (Nouvelle-Zélande), est un joueur international néo-zélandais de rugby à XV. Avant polyvalent, il joue aux postes de troisième ligne aile, troisième ligne centre et de deuxième ligne. Il connaît ses deux sélections avec les All Blacks en 2005.

## Biographie
Angus MacDonald est le fils de Hamish Macdonald, et le neveu de Doug Bruce, tous deux d'anciens All Blacks.
Il est né à Whangarei dans la région de Northland. Il passe son enfance dans une ferme de sa région natale, avant déménager à Auckland à l'âge de quatorze ans. Il est alors scolarisé au King's College (en), et joue au rugby à XV avec l'équipe de l'établissement, côtoyant des joueurs comme Daniel Braid ou Ali Williams.
Il représente d'abord la sélection néo-zélandaise scolaire, puis celle des moins de 19 ans en 2000,.
Angus MacDonald commence sa carrière professionnelle en 2001, avec la province d'Auckland en National Provincial Championship (NPC),.
En 2001 et 2002, il joue avec l'équipe de Nouvelle-Zélande des moins de 21 ans. Avec cette équipe, il participe notamment à la Coupe du monde junior 2002 en Afrique du Sud.
En 2003, il est retenu au sein de l'effectif de la  franchise des Blues pour disputer le Super 12. À la fin de sa première saison, il est titulaire en deuxième ligne lors de la finale que remporte son équipe face aux Crusaders,. Il joue cinq saisons avec les Blues, et grâce à sa polyvalence et ses aptitudes en touche, dispute quarante-quatre rencontres,.
Dès le début de sa première saison en Super 12, il est repéré par le staff de l'équipe de Nouvelle-Zélande, qui le sélectionne pour participer à un camp d'entraînement au début de l'année 2003. Plus tard la même année, il est sélectionné au sein du groupe élargi retenu pour préparer la Coupe du monde 2003, mas doit finalement déclarer forfait à cause d'une blessure,.
En juin 2005, il joue deux matchs avec l'équipe des Māori de Nouvelle-Zélande, affrontant les Fidji et les Lions britanniques,.
En octobre de la même année, il est à nouveau sélectionné avec les All Blacks, pour disputer une tournée en Europe. Il obtient sa première sélection internationale le 5 novembre 2005 contre le pays de Galles à Cardiff, en tant que remplaçant,. Trois semaines plus tard, il est titularisé en troisième ligne pour affronter l'Écosse à Murrayfield. Il s'agit de sa deuxième, et dernière sélection avec les All Blacks.
En 2007, il participe à la Churchill Cup avec l'équipe des Māori All Blacks, disputant les trois matchs de son équipe,.
Également en 2007, il annonce quitter la Nouvelle-Zélande, pour rejoindre le club japonais des Toyota Verblitz en Top League,. Il joue trois saisons avec ce club, avant de rejoindre les Coca Cola Red Sparks, au sein du même championnat, pour une saison,.
À la suite de ses quatre saisons au Japon, il annonce en 2012 qu'il s'engage avec les Glasgow Warriors en Pro12, pour un contrat de deux saisons,. En février 2013, après seulement quatre matchs joués, il est contraint de mettre un terme à sa carrière en raison d'une blessure aux cervicales.

## Palmarès
- Vainqueur du National Provincial Championship en 2002, 2003, 2005 et 2007 avec Auckland.
- Vainqueur du Super 12 en 2003 avec les Blues.